# Ossaea ottoschmidtii
Ossaea ottoschmidtii är en tvåhjärtbladig växtart som beskrevs av Ignatz Urban. Ossaea ottoschmidtii ingår i släktet Ossaea och familjen Melastomataceae. Inga underarter finns listade i Catalogue of Life.